# Св. св. Борис и Глеб (Смоленск)
 Тази статия е за манастира в Смоленск.  За други значения вижте Св. св. Борис и Глеб (пояснение).  
„Св. св. Борис и Глеб“ (на руски: Борисоглебский монастырь) е православен манастир край Смоленск, Русия, който не е запазен до наши дни. Носел името на първите руски светци – братята Борис и Глеб, любимите синове на киевския княз Владимир I от неговата българска съпруга.
Повечето изследователи отнасят строежа на манастира към края на XII в. Той се е намирал недалеч от Смоленск, където малка река, приток на Днепър, образува закътано, удобно за плавателни съдове заливче. На това място според Началната руска летопис на 9 септември 1015 г. убийците, изпратени от неговия полубрат Святополк I настигат младия княз Глеб и го убиват жестоко.
Първата дървена църква е построена на това място през 1070-те години, а самият манастир вероятно в края на XII в. Впоследствие материалите от манастира започват да се използват от местното население за строеж на къщи, пътища и т.н.